# Anikka Albrite
Anikka Albrite (Denver, 7 de agosto de 1988) é uma atriz e diretora de filmes pornográficos americana.

## Biografia
Albrite nasceu em Denver, Colorado, filha de um casal de cinco filhos de descendentes de checos, dinamarqueses, franceses e alemães. Apesar de ter nascido no Colorado, ela cresceu no Arizona e passou a adolescência a cavalo entre Wisconsin e Califórnia, onde reside atualmente.
Antes de ingressar na indústria pornográfica, trabalhou como técnico de laboratório, além de ter especialização universitária em biologia molecular e negócios.

### Vida Pessoal
É casada desde 2014 com o também ator de filmes pornográficos Mick Blue.

## Carreira
Albrite entrou na indústria de filmes para adultos em outubro de 2011 e inicialmente se juntou à agência OC Modeling. Ela é atualmente representada pelo agente Mark Spiegler. Em junho de 2015, Albrite, Mick Blue e Maestro Claudio formaram a produtora BAM Visions para a Evil Angel.

### Marcos na carreira
- Primeiro anal em "Anikka's First Anal" (9 de outubro, 2013), HardX / XEmpire, dir. Mason, lançado em "Anikka"[7]
- Primeira dupla penetração em "Anikka's 1st DP" (3 de outubro, 2014), HardX / XEmpire, dir. Mason, lançado em "Anikka #2"[8][9]
- Primeiro anal interracial em "Anikka's 1st Interracial" (26 de setembro, 2014), HardX / XEmpire, dir. Mason, lançado em "Anikka #2"[8]

## Filmes Perfil
- Anikka (2 de outubro, 2013), 4 cenas, HardX, dir. Mason[7]
- Anikka #2 (15 de outubro, 2014), 4 cenas, HardX, dir. Mason[8]
- Anikka's Bootycise (2015), 4 cenas, Bam Visions/ Evil Angel, dir. Anikka Albrite[10]
- Anikka Vs Kelsi (2016), 4 cenas, HardX, dir. Mason[11]

## Prêmios
| Ano  | Cerimônia  | Resultado | Prêmio                                                                     | Trabalho                     | Fonte  |
| ---- | ---------- | --------- | -------------------------------------------------------------------------- | ---------------------------- | ------ |
| 2014 | AVN Award  | Venceu    | Best Anal Sex Scene (com Mick Blue)                                        | Anikka                       | [ 12 ] |
| 2014 | AVN Award  | Venceu    | Best Tease Performance                                                     | Anikka                       | [ 12 ] |
| 2014 | AVN Award  | Venceu    | Best Three-Way Sex Scene – Boy/Boy/Girl (com James Deen e Ramon Nomar)     | Anikka                       | [ 12 ] |
| 2015 | AVN Award  | Venceu    | Best All-Girl Group Sex Scene (com Dani Daniels e Karlie Montana)          | Anikka 2                     | [ 13 ] |
| 2015 | AVN Award  | Venceu    | Best Double Penetration Sex Scene (com Erik Everhard e Mick Blue)          | Anikka 2                     | [ 13 ] |
| 2015 | AVN Award  | Venceu    | Best Solo/Tease Performance (com Dani Daniels e Karlie Montana)            | Anikka 2                     | [ 13 ] |
| 2015 | AVN Award  | Venceu    | Best Three-Way Sex Scene – Girl/Girl/Boy (com Dani Daniels e Rob Piper)    | Dani Daniels Deeper          | [ 13 ] |
| 2015 | AVN Award  | Venceu    | Female Performer of the Year                                               | —                            | [ 13 ] |
| 2015 | XBIZ Award | Venceu    | Female Performer of the Year                                               | —                            | [ 14 ] |
| 2015 | XBIZ Award | Venceu    | Best Scene – Couples-Themed Release (com Tommy Gunn)                       | Untamed Heart                | [ 14 ] |
| 2015 | XRCO Award | Venceu    | Female Performer of the Year                                               | —                            | [ 15 ] |
| 2016 | AVN Award  | Venceu    | Best All-Girl Group Sex Scene (com Alexis Texas e Angela White)            | Angela 2                     | [ 16 ] |
| 2016 | AVN Award  | Venceu    | Best Three-Way Sex Scene – Girl/Girl/Boy (com Mick Blue e Valentina Nappi) | Anikka's Anal Sluts          | [ 16 ] |
| 2017 | XBIZ Award | Venceu    | Best Sex Scene – Feature Release (com Mick Blue e Sara Luvv)               | Babysitting the Baumgartners | [ 17 ] |